# Epacanthion filicaudatum
Epacanthion filicaudatum är en rundmaskart som beskrevs av Mawson 1956. Epacanthion filicaudatum ingår i släktet Epacanthion och familjen Enoplidae. Inga underarter finns listade i Catalogue of Life.